# 15228 Ronmiller
15228 Ronmiller eller 1987 DG är en asteroid i huvudbältet som upptäcktes den 23 februari 1987 av det amerikanska astronom paret Eugene M. och Carolyn S. Shoemaker vid Palomar-observatoriet. Den är uppkallad efter Ron Miller.
Asteroiden har en diameter på ungefär 2 kilometer.